# Nils Andersson (målare)
Nils Andersson, född 18 december 1817 i Kättilstads socken i Östergötland, död 19 juni 1865 i Vaxholm, var en svensk målare. Han ägnade sig i början av sin bana åt historiemåleri, men utbytte det sedan mot genre- och landskapsmåleri. Han hämtade sina motiv från hembygden med svensk natur, idylliska scenerier, landskap med boskapsgrupper och dylikt.

## Biografi
Nils Andersson kom från en fattig bondemiljö. Hans konstnärsanlag yttrade sig redan under barnaåren. Han skickades till en målare Bäckström, där han fick lära sig grunderna i hantverksmåleriet, varefter han fick anställning som jalusimålare vid Gusums mässingsbruk. Här stannade han till hösten 1840. Han begav sig sedan till Stockholm för att studera vid Konstakademin. Åren 1854–1856 uppehöll han sig i Paris. Hemkommen till Sverige invaldes han 1856 till ledamot av Konstakademin och var sedan professor där 1858–1864.
Andersson finns representerad vid Nationalmuseum, Göteborgs konstmuseum, Norrköpings Konstmuseum och Östergötands museum.

## Bildgalleri

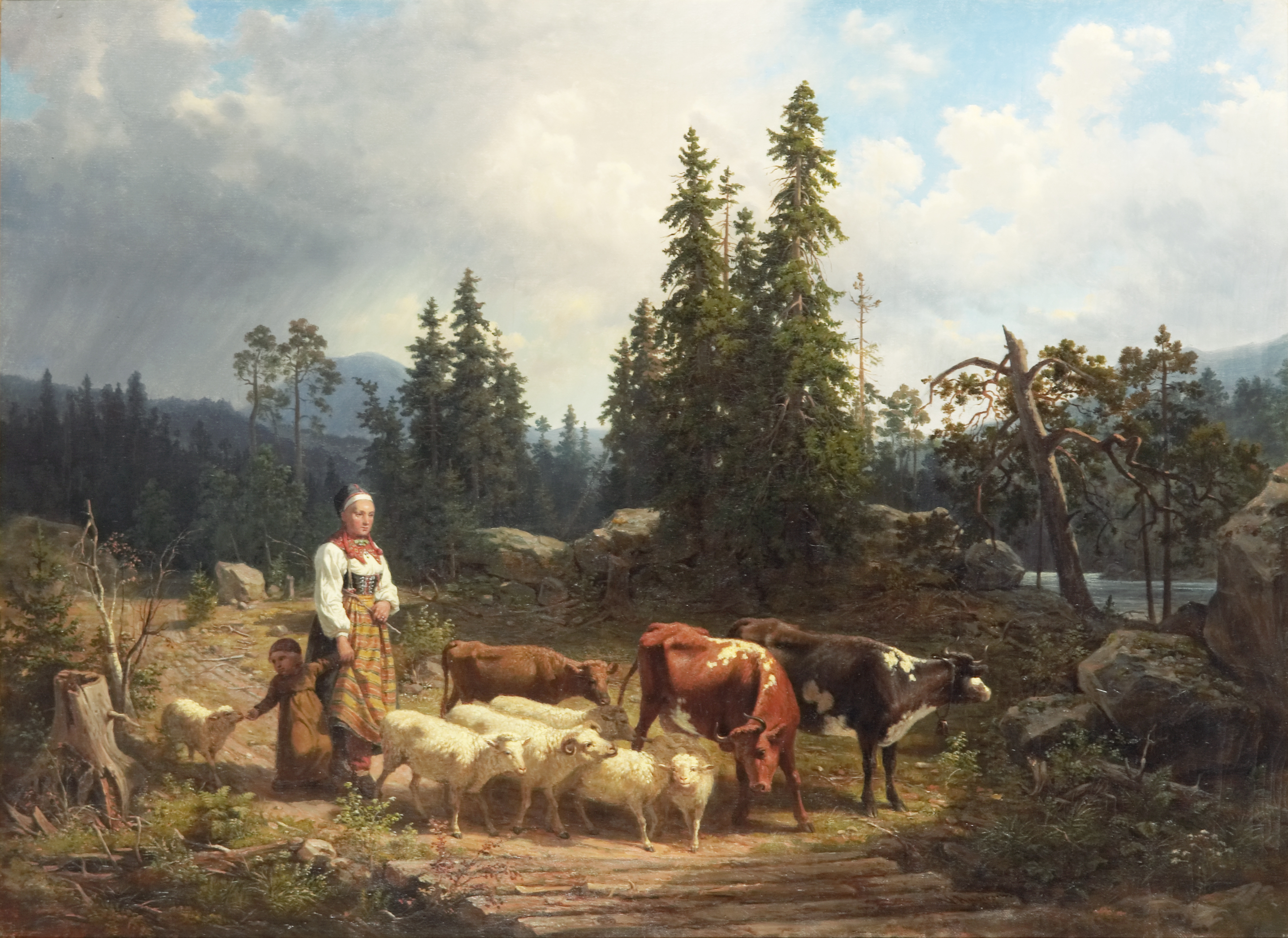
Vallflicka med hjord i landskap (1854).